# Syston
Syston är en stad och civil parish i distriktet Charnwood i Leicestershire i England. Orten har 12 804 invånare (2011). Byn nämndes i Domedagsboken (Domesday Book) år 1086, och kallades då Sitestone.